# استریت
استریت (به انگلیسی: Streat) یک روستا و محله مدنی در بریتانیا است که در Lewes واقع شده‌است. استریت ۵٫۲ کیلومتر مربع مساحت و ۱۵۸ نفر جمعیت دارد.